# 公民抵抗

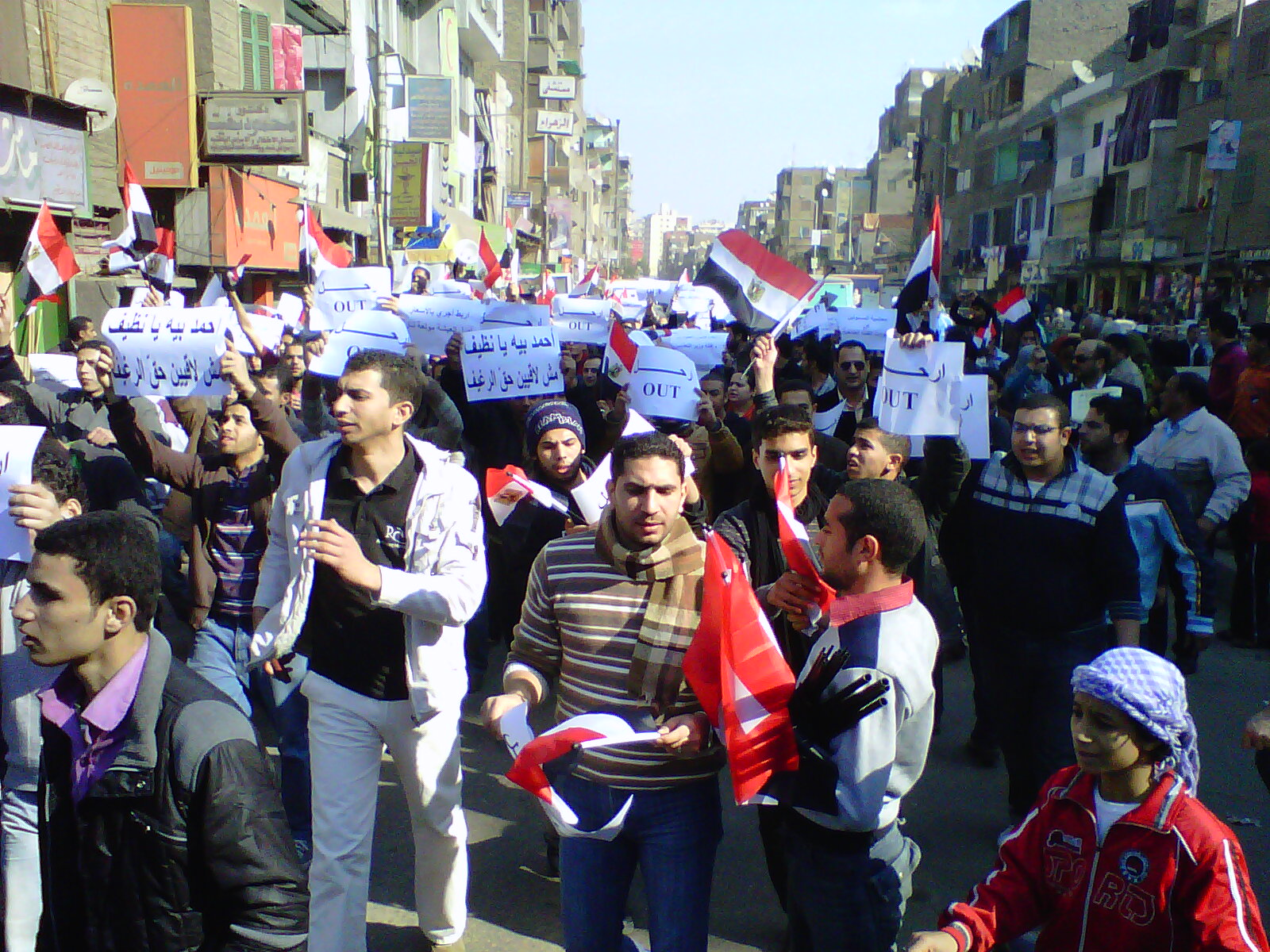
公民抗议的一张图片

公民抵抗（英語：Civil resistance），又譯公民抗命，一種政治活動，公民團體以非暴力抵抗方式，來挑戰特定政權、政策或國家。通常經由示威遊行、連署、罷工等方式來表達他們的訴求。